# Dervišaga
Dervišaga är en ort i Kroatien.   Den ligger i länet Slavonien, i den östra delen av landet, 150 km öster om huvudstaden Zagreb. Dervišaga ligger 143 meter över havet och antalet invånare är 994.
Terrängen runt Dervišaga är platt norrut, men söderut är den kuperad. Runt Dervišaga är det ganska glesbefolkat, med 23 invånare per kvadratkilometer. Närmaste större samhälle är Požega, 3,5 km väster om Dervišaga. I omgivningarna runt Dervišaga växer i huvudsak lövfällande lövskog.